# Dinara Asanowa
Dinara Kułdaszewna Asanowa (ros. Дина́ра Кулда́шевна Аса́нова; ur. 1942, zm. 1985) – radziecka reżyserka filmowa pochodzenia kirgiskiego.
Pracowała w wytwórni filmowej we Frunze. Ukończyła studia na wydziale reżyserskim WGIK w klasie Michaiła Romma. Pracowała w Kirgizfilmie, później w Lenfilmie.

## Wybrana filmografia
- 1976: Klucz bez prawa przekazania[2]
- 1979: Żona odeszła...[3]
- 1983: Pacany

## Nagrody i odznaczenia
- 1985: Nagroda Państwowa ZSRR – pośmiertnie za film Pacany (1983)
- 1980: Zasłużony Działacz Sztuk RFSRR
- 1977: Nagroda Leninowskiego Komsomołu – za film Klucz bez prawa przekazania (1976)